# Siegfried & Roy
Siegfried & Roy van ser un duo de mags i animadors alemany-americans, més conegut per les seves aparicions amb lleons blancs i tigres blancs. Estava composta per Siegfried Tyron Fischbacher' (nascut el 13 de juny de 1939 - 13 de gener de 2021) i Roy Horn (nascut a Uwe Ludwig Horn; 3 d'octubre de 1944 – 8 de maig de 2020).
La parella es va conèixer en un creuer i van començar a actuar junts en vaixells i en clubs i teatres europeus. El 1967, van ser convidats a començar a actuar a Las Vegas, Nevada. A partir de 1990, van encapçalar un espectacle al complex de casino The Mirage. La seva carrera d'intèrprets va acabar l'any 2003 quan Horn va ser greument ferit per un tigre durant una actuació. Des d'agost de 2004 fins a maig de 2005, Fischbacher i Horn van ser productors executius de la sitcom animada Pare of the Pride.